# Морайс, Винисиус ди
Ма́ркус Вини́сиус да Крус ди Мелу Мора́йс (порт.-браз. Marcus Vinícius da Cruz de Melo Morais (португальское произношение: [viˈnisjus dʒi moˈɾajs]); 19 октября 1913, Рио-де-Жанейро — 9 июля 1980, там же) — бразильский поэт и автор-исполнитель, драматург, дипломат.

## Биография
Изучал право в Рио-де-Жанейро, затем литературу в Оксфордском университете. В 1941 году вернулся в Бразилию, работал кинокритиком. Затем поступил на службу в Министерство иностранных дел, в 1946 году получил первое ответственное назначение — бразильским вице-консулом в Лос-Анджелес. В дальнейшем дипломатическая служба Морайса проходила, главным образом, во Франции, на последнем этапе — уже в ранге посла.
Морайс начал сочинять стихи и песни в отрочестве, его первая книга стихов была опубликована в 1933 году. В 1953 году была выпущена запись первой самбы на его стихи.
В 1954 году Морайс написал пьесу «Орфей из Консейсана» (порт. Orfeu da Conceição), выигравшую конкурс драматургии в Сан-Паулу и сразу в двух отношениях заложившую основы его будущей мировой известности. С одной стороны, по этой пьесе, рассказывающей историю Орфея и Эвридики, перенесённую в обстановку бразильского карнавала, был снят фильм «Чёрный Орфей» (режиссёр Марсель Камю, 1959), получивший Золотую пальмовую ветвь Каннского кинофестиваля (1959) и премию «Оскар» как лучший зарубежный фильм года (1960). С другой стороны, именно в ходе работы над этой пьесой началось сотрудничество Морайса с композитором и пианистом А. К. Жобином, продолжившееся в 1958 году альбомом «Песня слишком сильной любви» (порт. Canção do Amor Demais) певицы Элизет Кардозу — с этого альбома началась история босса-новы и карьера её крупнейшего исполнителя Жуана Жилберту, участвовавшего в записи двух песен альбома.
Морайс и Жобин продолжали работать вместе — в частности, в 1962 году ими была написана самая, вероятно, знаменитая композиция в жанре босса-новы, «Девушка из Ипанемы». В дальнейшем Морайс сотрудничал и с другими композиторами и исполнителями, а несколько альбомов песен записал сам. Некоторые его песни  (например, «Tarde em Itapoã», в соавторстве с Токиньо) приобрели популярность в Бразилии. Среди зарубежных исполнителей, обращавшихся так или иначе к песням Морайса, были Луи Армстронг, Диззи Гиллеспи, Фрэнк Синатра, Бой Джордж, Шинейд О’Коннор.
Похоронен на кладбище Святого Иоанна Крестителя в Рио-де-Жанейро.

## Награды
Награждён бразильским Орденом культурных заслуг.

## Фильмография
- 1959 — Чёрный Орфей / Orfeu Negro